# Carlos Humberto Paredes
Carlos Humberto Paredes Monges (Asunción, 1976. július 16. –) paraguayi labdarúgó, az Olimpia Asunción középpályása.
A paraguayi válogatott színeiben részt vett az 1998-as, a 2002-es és a 2006-os labdarúgó-világbajnokságon.